# محمد أسلم (لاعب كريكت سريلانكي)
محمد أسلم (3 أبريل 1980 - ) هو لاعب كريكت سريلانكي.

## وصلات خارجية
- محمد أسلم على موقع إي آس بي آن كريك إنفو (الإنجليزية)